# Дом на горе (Чилликоте)
Дом на горе (англ. Mountain House) - это исторический дом в стиле готического возрождения в западной части города Чилликоте, штат Огайо, США.

## История
Дом был построен немецким мигрантом Оскаром Янссеном в 1852 году. Он расположен на вершине обрыва над рекой Сайото и остальной частью города Чилликоте. Его расположение и архитектурный стиль должны были напоминать замки с видом на Рейн на его родине. Янссен окружил свой дом виноградниками, винодельней и пивным садом. Из-за расположения дома на краю крутого склона, он укрепил склон холма перед тем, как начать строительство. После жизни Янссена дом перешел в руки дизайнера и производителя бумаги Дарда Хантера. Купив дом в 1919 году, Хантер превратил его в производственный центр для создания бумаги ручной работы. Здесь он произвёл большое количество книг, опубликовав их под именем Mountain House Press, и постепенно этот бренд приобрёл всемирную известность.
Двухэтажный Дом на горе сочетает в себе различные архитектурные стили и материалы. Хотя это в первую очередь стиль готического возрождения, с такими деталями, как готические арки для окон и дверей, строение также включает значительное количество элементов романского возрождения. Его кирпичные стены опираются на каменный фундамент, а вход в дом осуществляется через большие деревянные двери.
В 1978 году Дом на горе был включен в Национальный реестр исторических мест. Он был включён в Реестр благодаря своей хорошо сохранившейся исторической архитектуры, а также исторического значения Дарда Хантера, который считается важным человеком в истории округа Росс. На сегодняшний день дом остаётся в собственности в качестве офисов издательства Mountain House Press.